# Hanna Ostrowicka-Chrząstowska
Hanna Ostrowicka-Chrząstowska (ur. 24 kwietnia 1936 w Krakowie, zm. 15 września 1984 tamże) – polska hydrogeolożka, specjalizująca się w balneologii, wykładowczyni Akademii Górniczo-Hutniczej, działaczka Polskiego Towarzystwa Geologicznego oraz Polskiego Klubu Ekologicznego.

## Życiorys
Urodziła się 24 kwietnia 1936 w Krakowie, w rodzinie inteligenckiej. Była córką Stanisława Leszczyckiego (1907–1996), geografa, profesora Uniwersytetu Jagiellońskiego i Uniwersytetu Warszawskiego; i jego pierwszej żony Wandy ze Stolfów. W rodzinnym mieście ukończyła szkołę podstawową i liceum. W 1954 zdała egzamin maturalny i rozpoczęła studia geologiczne na Wydziale Geologiczno-Poszukiwawczym Akademii Górniczo-Hutniczej. Odbyła specjalizację w zakresie balneologii przy sekcji inżynierskiej geologii kopalnianej i hydrogeologii. W 1960 uzyskała tytuł magistra na podstawie pracy Geologia i hydrogeologia we wschodniej części Piwnicznej napisanej pod kierunkiem Henryka Świdzińskiego. 1 marca 1961 została zatrudniona na macierzystej uczelni, początkowo na stanowisku asystenta w Katedrze Geologii, a od 1963 starszego asystenta w Instytucie Geologii Regionalnej i Złóż Węgli. W 1966 otwarła przewód doktorski, zakończony w 1969 uzyskaniem stopnia naukowego doktora na podstawie rozprawy Geologia i wody mineralne w rejonie Wierchomli i Łomnicy (płaszczowina magurska). Część geologiczna pracy z rozszerzeniem o rejon Piwnicznej została opublikowana w Roczniku Polskiego Towarzystwa Geologicznego. Od 1969 była zatrudniona na stanowisku adiunkta w Instytucie Geologii i Surowców
Mineralnych.
W pracy naukowej Ostrowicka-Chrząstowska zajmowała się problematyką hydrogeologiczną, w szczególności wodami mineralnymi Karpat. Jej zainteresowania badawcze obejmowały wody siarczkowe, chlorkowe i termalne. Była kierownikiem zespołu badającego występowanie wód mineralnych na obszarze jednostki magurskiej; nadzorowała prace wiertnicze w poszukiwaniu wód w Piwnicznej, Tyliczu i Powroźniku. Po raz pierwszy opisała w literaturze piaskowce z Piwnicznej, charakterystyczne osady w krynickiej strefie
płaszczowiny magurskiej, dotąd uznawane za warstwy magurskie. Postulowała reaktywację lecznictwa balneologicznego w Soli, Zakliczynie i Ciężkowicach.
Hanna Ostrowicka-Chrząstowska była ponadto dydaktykiem na Wydziale Geologiczno-Poszukiwawczym i Górniczym. Prowadziła wykłady z geologii dynamicznej i historycznej oraz ćwiczenia z geologii dynamicznej, kartografii
geologicznej i geologii Polski. Pełniła także funkcję opiekuna studentów pierwszego roku. 
Zmarła 15 września 1984 w wieku 47 lat po długiej chorobie. Została pochowana na cmentarzu Rakowickim.

## Życie prywatne
Hanna Ostrowicka-Chrząstowska była dwukrotnie zamężna. Jej pierwszym mężem był geolog Bazyli Ostrowicki (1928–1998), z którym miała syna Michała (ur. 1965). 

## Publikacje
Wybrane publikacje:
- Budowa geologiczna i wody mineralne Piwnicznej, "Zeszyty Naukowe AGH. Geologia", t. 6, Kraków 1965, s. 101—126.
- Profil litologiczny gruboławicowych piaskowców w Piwnicznej, "Sprawozdania z Posiedzeń Komitetu Nauk Geologicznych PAN", Kraków 1966, s. 608—611.
- Warstwy inoceramowe okolic Wierchomli i Łomnicy, "Sprawozdania z Posiedzeń Komitetu Nauk Geologicznych PAN", Kraków 1968, s. 573—575.
- Wody mineralne doliny Popradu na tle budowy geologicznej i perspektywy ich wykorzystania, "Problemy Uzdrowiskowe", t. 7, Warszawa 1975, s. 159—164.
- Stratygrafia płaszczowiny magurskiej w okolicach Piwnicznej, "Rocznik Polskiego Towarzystwa Geologicznego", t. XLIX, Kraków 1979, s. 67—84.
- Ekologiczne problemy mikroregionu Zakliczyna nad Dunajcem, Kraków 1984.
- Materiały pomocnicze do praktyki terenowej z geologii regionalnej, Kraków 1984.
- Wody termalne Karpat Polskich, "Zeszyty Naukowe AGH. Geologia", t. 12, nr 4, Kraków 1986, s. 5—23.

## Nagrody i odznaczenia
- Srebrny Krzyż Zasługi (1976)[4]
- Złoty Krzyż Zasługi (1982)[4]
- Odznaka „Za Zasługi dla Województwa Nowosądeckiego”[4]